# 近瘤龙属
近瘤龍（學名：Plesiotylosaurus）意為「接近瘤龍」，是滄龍科的一屬，生存於白堊紀晚期（馬斯垂克階）的北美洲。